# Італійська імміграція до Швейцарії
Італійська імміграція до Швейцарії (не пов’язана з корінним італомовним населенням у Тічіно та Гріджоні) у статті говориться про італійську діаспору у Швейцарії.

## Історія
Імміграція почалася у великих масштабах наприкінці 19-го століття, хоча більшість іммігрантів, які прибули в країну в той період, зрештою повернулися до Італії після піднесення фашизму. Сам майбутній італійський лідер Беніто Муссоліні емігрував до Швейцарії в 1902 році, але був депортований через участь в соціалістичному русі.
Нова міграційна хвиля почалася після 1945 року, чому сприяли слабкі імміграційні закони, які тоді діяли.  Спочатку швейцарський уряд заохочував приїзд трудових мігрантів, призначаючи їм різні види дозволів на роботу, деякі забороняюли зміну роботи, починаючи від дозволу «frontaliere», наданого італійцям, які живуть поблизу швейцарського кордону, до дозволу «C», що надає такий же статус громадянина Швейцарії за виключенням політичних прав.
У 1970 році в Швейцарії було мільйон іммігрантів, 54% з яких були італійцями.  Зростання конфліктів з корінною більшістю навіть призвело до створення «антиіталійської партії» у 1963 році Як і будь-яка інша група іммігрантів того часу, італійці зіткнулися з політикою примусової інтеграції, згодом висміюваної в дуже успішному комедійному фільмі 1978 року "Die Schweizermacher" (буквально «Швейцарці»), який став п’ятим за кількістю переглядів фільмом за весь час у Швейцарії

## Характеристики
Громадяни Італії залишаються найбільшою ненатуралізованою групою (близько 290 000,  наступні за ними 270 000 німців). Кількість «етнічних італійців» у Швейцарії  складає приблизно півмільйона, але офіційної статистики щодо етнічної приналежності немає, а крім того, культурна асиміляція та перехресні шлюби ускладнюють визначення того, кого з нащадків італійських емігрантів у другому чи третьому поколінні слід зараховувати до «етнічних італійців».
Станом на 2008 рік відбулося невелике відновлення італійської імміграції, коли через десятиліття міграційний баланс італійців знову став позитивним (2213 нових італійських іммігрантів до Швейцарії).